# Perdona nuestros pecados
Perdona nuestros pecados är en chilensk telenovela som sändes på Mega från 6 mars 2017 till 22 augusti 2018, med Mariana Di Girólamo och Mario Horton i huvudrollerna.

## Rollista
| Skådespelare          | Karaktär                        | Säsongen |
| --------------------- | ------------------------------- | -------- |
| Mario Horton          | Reynaldo Suárez                 | T1-T2    |
| Mariana di Girolamo   | María Elsa Quiroga              | T1-T2    |
| Álvaro Rudolphy       | Armando Quiroga                 | T1-T2    |
| Patricia Rivadeneira  | Estela Undurraga                | T1-T2    |
| Paola Volpato         | Ángela Búlnes                   | T1-T2    |
| César Caillet         | Ernesto Möller                  | T1-T2    |
| Francisca Gavilán     | Silvia Corcuera                 | T1-T2    |
| Andrés Velasco        | Lamberto Montero                | T1       |
| Ximena Rivas          | Guillermina Márquez             | T1       |
| Etienne Bobenrieth    | Camilo Corcuera/Camilo Montero  | T1-T2    |
| Fernanda Ramírez      | Augusta Montero                 | T1-T2    |
| Gabriel Cañas         | Horacio Möller                  | T1-T2    |
| Alejandra Araya       | María "Isabel" Quiroga          | T1-T2    |
| Nicolás Oyarzún       | Gerardo Montero                 | T1-T2    |
| Constanza Araya       | Antonieta Fuentes               | T1-T2    |
| José Antonio Raffo    | Carlos "Carlitos" Möller        | T1-T2    |
| Soledad Cruz          | María Mercedes "Mechita" Möller | T1-T2    |
| Carmen Disa Gutiérrez | Lidia Ilic                      | T1-T2    |
| Mabel Farías          | Fresia Toro                     | T1-T2    |
| Félix Villa           | Renzo Moreno                    | T1-T2    |
| Romina Norambuena     | Ingrid Ormeño                   | T1-T2    |
| Francisco Godoy       | Martín Quiroga                  | T1       |
| Catalina Benítez      | Sofía Quiroga                   | T1       |
| Andrés Commentz       | Domingo Quiroga                 | T1       |
| Lorena Capetillo      | Nora Valdeavellano              | T1-T2    |
| María José Bello      | Bárbara Román                   | T1-T2    |
| Cristián Carvajal     | Nicanor Pereira                 | T1-T2    |
| Daniela Lhorente      | Laura "Tongolele" Montes        | T1-T2    |
| Rodrigo Soto          | Jeremías Casagrande             | T1-T2    |
| Roxana Naranjo        | Rocío Paillán                   | T1-T2    |
| Elizabeth Torres      | Zenaida Urra                    | T1-T2    |
| Margarita Llanos      | Georgina Cifuentes              | T1-T2    |
| Héctor Noguera        | Remigio Subercaseaux            | T1       |
| Consuelo Holzapfel    | Clemencia Valdeavellano         | T1       |
| Katyna Huberman       | Elvira Undurraga                | T1       |
| Paulina Hunt          | Cándida del Bosque              | T1-T2    |
| Roberto Farías        | Ismael Quiroga                  | T1-T2    |
| María José Prieto     | Lucrecia Romero                 | T2       |
| Ignacia Baeza         | Julieta Romero                  | T2       |
| Solange Lackington    | Edith Gacitúa                   | T2       |
| Teresa Münchmeyer     | Marianela Jara                  | T2       |